# Campeonato Carioca de Voleibol Masculino de 2009
O Campeonato Carioca de Voleibol Masculino de 2009 é a 70ª edição deste campeonato que foi vencido pelo Volta Redonda por duas partidas de 3 sets a 0 no PM Campos dos Goytacazes na final. Este foi o segundo título do Volta Redonda.

## Participantes
| Equipe                   | Cidade                | Em 2008        | Títulos             |
| Botafogo                 | Rio de Janeiro        | 4º             | 23 (último em 2007) |
| Flamengo                 | Rio de Janeiro        | 5º             | 19 (último em 2005) |
| Macaé Sports             | Macaé                 | Não participou | 0 (não possui)      |
| Metrô Rio                | Rio de Janeiro        | 7º             | 0 (não possui)      |
| PM Campos dos Goytacazes | Campos dos Goytacazes | Não participou | 0 (não possui)      |
| Tijuca                   | Rio de Janeiro        | 2º             | 1 (último em 2003)  |
| Volta Redonda            | Volta Redonda         | Campeão        | 2 (último em 2009)  |

## Primeira fase
- Vitória por 3 sets a 0 ou 3 a 1: 3 pontos para o vencedor;
- Vitória por 3 sets a 2: 2 pontos para o vencedor e 1 ponto para o perdedor.
- Em caso de igualdade por pontos, os seguintes critérios servem como desempate: número de vitórias, média de sets e média de pontos.

### Grupo da Capital
|     |           |     | Jogos | Jogos | Jogos | Pontos | Pontos | Pontos | Sets | Sets | Sets  |
| Pos | Equipe    | Pts | T     | V     | D     | V      | P      | R      | V    | P    | R     |
| --- | --------- | --- | ----- | ----- | ----- | ------ | ------ | ------ | ---- | ---- | ----- |
| 1   | Tijuca    | 8   | 3     | 3     | 0     | 0      | 0      | MAX    | 9    | 2    | 4.500 |
| 2   | Botafogo  | 6   | 3     | 2     | 1     | 0      | 0      | MAX    | 8    | 5    | 1.600 |
| 3   | Flamengo  | 4   | 3     | 1     | 2     | 0      | 0      | MAX    | 5    | 7    | 0.714 |
| 4   | Metrô Rio | 0   | 3     | 0     | 3     | 0      | 0      | MAX    | 1    | 9    | 0.111 |

| 17 de outubro | Tijuca | 3 – 0 | Metrô Rio | Rio de Janeiro |
| 17 de outubro |        |       |           | Rio de Janeiro |

| 20 de outubro | Flamengo | 0 – 3 | Tijuca | Rio de Janeiro |
| 20 de outubro |          |       |        | Rio de Janeiro |

| 22 de outubro | Tijuca | 3 – 2 | Botafogo | Rio de Janeiro |
| 22 de outubro |        |       |          | Rio de Janeiro |

| 24 de outubro | Flamengo | 3 – 1 | Metrô Rio | Rio de Janeiro |
| 24 de outubro |          |       |           | Rio de Janeiro |

| 25 de outubro | Botafogo | 3 – 0 | Metrô Rio | Rio de Janeiro |
| 25 de outubro |          |       |           | Rio de Janeiro |

| 27 de outubro | Botafogo | 3 – 2 | Flamengo | Rio de Janeiro |
| 27 de outubro |          |       |          | Rio de Janeiro |

### Final da Capital
| 5 de novembro | Botafogo | 3 – 1 | Tijuca | Rio de Janeiro |
| 5 de novembro |          |       |        | Rio de Janeiro |

### Premiação
| Campeonato da Capital de Voleibol de 2009 |
| Rio de Janeiro                            |
| ----------------------------------------- |
| BOTAFOGO Campeão (1º título)              |

### Grupo do Interior
|     |                          |     | Jogos | Jogos | Jogos | Pontos | Pontos | Pontos | Sets | Sets | Sets  |
| Pos | Equipe                   | Pts | T     | V     | D     | V      | P      | R      | V    | P    | R     |
| --- | ------------------------ | --- | ----- | ----- | ----- | ------ | ------ | ------ | ---- | ---- | ----- |
| 1   | Volta Redonda            | 6   | 2     | 2     | 0     | 0      | 0      | MAX    | 6    | 0    | MAX   |
| 2   | PM Campos dos Goytacazes | 3   | 2     | 1     | 1     | 0      | 0      | MAX    | 3    | 4    | 0.750 |
| 3   | Macaé Sports             | 0   | 2     | 0     | 2     | 0      | 0      | MAX    | 1    | 6    | 0.167 |

| 18 de outubro | Volta Redonda | 3 – 0 | Macaé Sports | Volta Redonda |
| 18 de outubro |               |       |              | Volta Redonda |

| 24 de outubro | Macaé Sports | 1 – 3 | PM Campo dos Goytacazes | Macaé |
| 24 de outubro |              |       |                         | Macaé |

| 27 de outubro | PM Campos dos Goytacazes | 0 – 3 | Volta Redonda | Campos dos Goytacazes |
| 27 de outubro |                          |       |               | Campos dos Goytacazes |

### Final do Interior
| 31 de outubro | Volta Redonda | 3 – 0 | PM Campos dos Goytacazes | Volta Redonda |
| 31 de outubro |               |       |                          | Volta Redonda |

### Premiação
| Campeonato do Interior de Voleibol de 2009 |
| Volta Redonda                              |
| ------------------------------------------ |
| VOLTA REDONDA Campeão (1º título)          |

## Fase final

### Semifinais
| 7 de novembro | Botafogo | 1 – 3 | PM Campos dos Goytacazes | Rio de Janeiro |
| 7 de novembro |          |       |                          | Rio de Janeiro |

| 7 de novembro | Volta Redonda | 3 – 1 | Tijuca | Volta Redonda |
| 7 de novembro |               |       |        | Volta Redonda |

### Final

#### 1º Jogo
| 12 de novembro | PM Campos dos Goytacazes | 0 – 3 | Volta Redonda | Campos dos Goytacazes |
| 12 de novembro |                          |       |               | Campos dos Goytacazes |

#### 2º Jogo
| 14 de novembro | Volta Redonda | 3 – 0 | PM Campos dos Goytacazes | Volta Redonda |
| 14 de novembro |               |       |                          | Volta Redonda |

## Premiação
| Campeonato Carioca de Voleibol de 2009 |
| Volta Redonda                          |
| -------------------------------------- |
| VOLTA REDONDA Bicampeão (2º título)    |